# Wełnowcowate
Wełnowcowate, czerwce mączyste (Pseudococcidae) – rodzina owadów z rzędu pluskwiaków. Samice i larwy czerwców z tej rodziny mają ciało pokryte woskowatą wydzieliną.